# Waldapfel Eszter
Waldapfel Eszter (Budapest, 1906. április 2. – Budapest, 1968. május 21.) magyar könyvtáros, történész, a történelemtudományok kandidátusa (1959). 

## Élete
A Pázmány Péter Tudományegyetem Bölcsészettudományi Karának elvégzése után a bécsi Collegium Hungaricum tagjaként a Bécsi Egyetemen jogtörténetet hallgatott. 1930–1931-ben a Staatsarchivban folytatott kutatómunkát. Hazatérve 1931-ben doktorátust, majd 1935-ben tanári oklevelet szerzett. 1933-ban az Országos Könyvforgalmi és Bibliográfiai Központban, majd 1934-től az Országos Széchényi Könyvtárban dolgozott. Eleinte ösztöndíjas gyakornok volt, később helyettes tanár és 1946-tól a kézirattár vezetője. 1952-ben kinevezték főigazgató-helyettessé, s közben nyolc hónapig az Országos Könyvtári Központ helyettes vezetőjeként is dolgozott. 1958-tól 1966-os nyugdíjazásáig az Országos Pedagógiai Könyvtár igazgatója volt. A nevéhez fűződik az intézmény újjászervezése és módszereinek átalakítása. Tagja volt az Országos Könyvtárügyi és Dokumentációs Bizottságnak, a Magyar Könyvszemle szerkesztőbizottságának. Foglalkozott könyvtár-történeti kérdésekkel, könyvtárosképzéssel és az iskolai könyvtárakkal is. Szerkesztette a Könyv és Nevelés című lapot. Részt vett az 1948-as centenáriumi kiállítás és az 1953-as Rákóczi-emlékkiállítás rendezésében. 

## Családja
Waldapfel János (1866–1935) pedagógus és Weisz Anna lánya, Waldapfel József (1904–1968) irodalomtörténész, egyetemi tanár húga, Trencsényi-Waldapfel Imre (1908–1970) klasszika-filológus, irodalomtörténész és Waldapfel László (1911–1942) matematikus nővére. Apai nagyszülei Waldapfel Ármin és Deutsch Jozefin, anyai nagyszülei Weisz Sándor és Eiser Róza voltak.
Férje dr. Varga Endre Gábor (1901–1973) levéltáros, a történelemtudományok kandidátusa volt, akivel 1950-ben Budapesten kötött házasságot.

## Főbb művei
- A független magyar külpolitika 1848–1849-ben (Budapest, 1962)
- A forradalom és szabadságharc levelestára